# Опанасенко Галина Василівна
Опанасенко Галина Василівна (1943 — 9 серпня 2013) — радянська та українська акторка кіно і театру.

## Життєпис
Народилася у 1943 р. Закінчила Всесоюзний державний інститут кінематографії (1966). 
Грала в театрі Балтійського флоту (1972), Запорізькому театрі імені Щорса, Північно-Казахстанському театрі імені Погодіна (1975). Потім більше двадцяти років була однією з провідних акторок Київського «Театру драми і комедії На лівому березі Дніпра» (1977-2001). Пішла з життя 9 серпня 2013 р.

## Фільмографія
1. «Я думав, ти будеш завжди» (2012, кондуктор)
2. "Свати-6 (серіал, 2013, Микитівна)
3. «Метелики» (міні-серіал, 2013, санітарка в гінекології)
4. «Пристрасті по Чапаю» (серіал, 2012, Ликера)
5. «Я прийду сама» (серіал, 2012, епізод)
6. «Смерть шпигунам. Прихований ворог» (міні-серіал, 2012, Степанида)
7. "Свати-5"(серіал, 2011, Микитівна)
8. «Горобчик» (ТБ, 2011, баба Віра)[1]
9. «Темні води» (ТБ, 2011, бабуся Ксюши)
10. «Маршрут милосердя» (серіал, 2010, Варвара Ягудіна)
11. «Брат за брата» (2010, Марія Семенівна Тихонова)
12. «Віра. Надія. Любов» (серіал, 2010, підпільна акушерка)
13. «Лід у кавовій гущі» (ТБ, 2009, Аделаїда Львівна)
14. «Повернення Мухтара 5» (серіал 2009-2010, Анна Сигізмундівна Звєздакова)
15. «Крапля світла» (міні-серіал, 2009)
16. «Снігур» (2009)
17. «1941» (серіал, 2009, директор дитбудинку)
18. «Зачароване кохання» (серіал, 2008, Дуся)
19. «Ой, мамочки»  (ТВ, 2008, Паша)
20. «Позаземний» (ТБ, 2007, баба Маня)
21. «Люблю тебе до смерті» (2007, Валентина Іллівна Павлова, мати Анни)
22. «Смерть шпигунам!» (Серіал, 2007)
23. «Рік Золотої Рибки» (2007, мама Лади)
24. «Дощ» (2007, короткометражка)
25. «П'ять хвилин до метро» (2006, епізод)
26. «Перше правило королеви» (2006, епізод)
27. «Ситуація 202» (2006, свекруха Ольги)
28. «Пригоди Вєрки Сердючки» (ТБ, 2006)
29. «Обережно, блондинки!» (2006, епізод)
30. «Кактус і Олена» (2006, бабуся Діми)
31. «Непрямі докази» (серіал, 2005, Бескіна)
32. «Ігри дорослих дівчаток» (ТБ, 2004)
33. «Право на захист» (серіал, 2003)
34. «Леді Мер» (2003, Ніна Василівна)
35. «Лялька» (2002, Роза Максимівна Закірова)
36. «Слід перевертня» (серіал, 2001, мати Артура Конокрадова)
37. «Сад Гетсиманський» (1993, )
38. «Натурник» (ТБ, 1992)